# Onthophagus guttiger
Onthophagus guttiger là một loài bọ cánh cứng trong họ Bọ hung (Scarabaeidae).